# Guerre de Kieft
La guerre de Kieft, également connue sous le nom de guerre de Wappinger, fut un conflit entre les colons de Nouvelle-Néerlande et les Amérindiens des tribus delawares de la confédération des Wappinger dans la région de l'actuelle New York de1643 à 1645.

## Contexte politique
Willem Kieft, gouverneur de la colonie néerlandaise de Nouvelle-Néerlande, fournit des mousquets aux Mohawks, une tribu iroquoise, pour leur permettre de l’emporter sur les nations algonquines dans la guerre qui les oppose pour le contrôle du commerce de la fourrure. Les Mohawks considèrent les diverses tribus delawares (Esopus, Wappingers et Hackensacks) comme leurs vassaux et veulent leur imposer un tribut, ce que les Delawares refusent.

## Le conflit
En février 1643, les Mohawks attaquent les Delawares. qui s'enfuient vers les zones contrôlées par les colons néerlandais.
Le 25 février 1643, les Néerlandais, conduits par Willem Kieft, attaquent le campement des Delawares, sans l'accord du conseil ou de la population, et commettent les pires atrocités. Quatre-vingt têtes coupées sont exposées à La Nouvelle-Amsterdam. Une trentaine de prisonniers amérindiens, dont des femmes et des enfants, sont torturés à mort devant la foule des colons.
Les nouvelles du massacre arrivent parmi les tribus delawares, et les représailles amérindiennes ne se font pas attendre. La colonie néerlandaise menacée appelle les Anglais à son secours. Le capitaine anglais John Underhill lance une expédition militaire contre les Montauks dans laquelle des centaines d’Amérindiens sont massacrés. Puis, les forces anglo-néerlandais attaquent un important village delaware près de Stamford, et cinq cents Amérindiens périssent en étant brûlés vifs.

## Conséquences

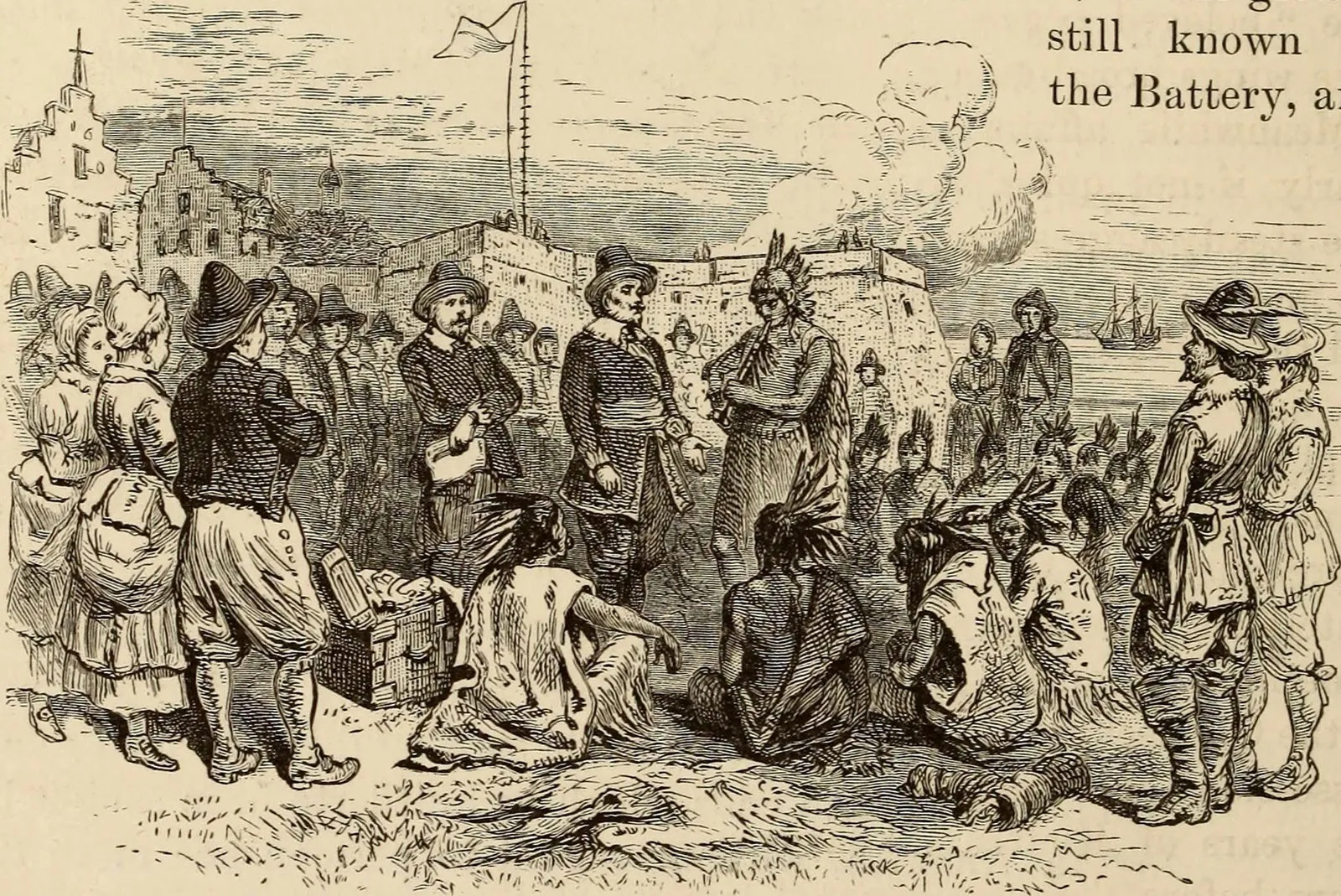
Calumet de la paix entre Hollandais, Willem Kieft et un Algonquian Chief, Amérindiens Delawares-Lenapes, 1645

En 1683, Tamady, le chef des Delawares, signe avec le quaker William Penn un traité d’amitié, qui allait assurer la paix pour soixante ans. En 1738, les colons anglo-néerlandais forcent les Delawares à abandonner leurs bonnes terres agricoles et à se retirer plus à l’ouest dans la vallée de l’Ohio.
En juillet 1755, les Delawares prennent part à la bataille de la Monongahela, près de fort Duquesne, aux côtés des colons français et canadiens-français, des Abénaquis, Ojibwés, Hurons, Outaouais, Sénécas et des Shawnees, qui infligent une sévère défaite aux Britanniques.